# Condado de Banks
O Condado de Banks é um dos 159 condados do Estado americano de Geórgia. A sede do condado é Homer, e sua maior cidade é Homer. O condado possui uma área de 606 km², uma população de 14 422 habitantes, e uma densidade populacional de 24 hab/km² (segundo o censo nacional de 2000). O condado foi fundado em 11 de dezembro de 1858.